# 巴斯克斯
巴斯克斯（西班牙語：Vázquez或Vásquez）是一個西班牙語姓名，可以指：

## 人名
- 阿尔瓦罗·巴斯克斯（西班牙語：Álvaro Vázquez；1991年4月27日－），西班牙足球运动员。
- 埃德温·巴斯克斯（西班牙語：Edwin Vásquez，1922年7月28日－1993年3月9日），秘鲁男子射击运动员。
- 何塞·胡安·巴斯克斯（西班牙語：José Juan Vázquez，1988年3月14日－），墨西哥男子足球运动员，司职中场。
- 塞爾吉奧·巴斯克斯（西班牙語：Sergio Vázquez，1965年11月23日－），阿根廷足球运动员。
- 弗朗西斯科·巴斯克斯·德·科罗纳多（西班牙語：Francisco Vásquez de Coronado，1510年－1554年9月22日），西班牙探险家。
- 约翰·巴斯克斯（西班牙語：Johan Vásquez，1998年10月22日－），墨西哥男子足球运动员，司职后卫。
- 佩德罗·拉米雷斯·巴斯克斯（西班牙語：Pedro Ramírez Vázquez，1919年4月16日－2013年4月16日），墨西哥建筑师，政治人物。
- 塔瓦雷·巴斯克斯（西班牙語：Tabaré Ramón Vázquez Rosas；1940年1月17日－2020年12月6日），乌拉圭政治家。
- 哈維爾·巴斯克斯（西班牙語：Javier Carlos Vázquez；1976年7月25日－），美国职业棒球大联盟投手。
- 弗蘭科·巴斯克斯（西班牙語：Franco Vázquez；1989年2月22日－），阿根廷-意大利足球运动员。
- 阿图罗·巴斯克斯（西班牙語：Arturo Vázquez Ayala，1949年6月26日－），墨西哥男子足球运动员，司职后卫。
- 盧卡斯·巴斯克斯（西班牙語：Lucas Vázquez；1991年7月1日－），西班牙职业足球运动员。

|  | 本页或本分段罗列了姓氏为「巴斯克斯」的人物。 如果是一个指代特定个人的内链将您引导到本页，請考慮修正該人物的名字以將链接指向正確的條目。 |